# Гойябада
Гойябада (пол. Goiabada, від «Goiaba» — «гуава») — один з ключових десертів Латинської Америки, мармелад для намазування на хліб з плодів гуави (гуаяви), створений, щоб замінити популярний в Іспанії та Португалії айвовий мармелад.

## Історія
Мармелад із гуави виник на колоніальних цукрових плантаціях, і історично варився із тростинного цукру та гуави у великих котлах на повільному вогні. Мармелад із гуави виходить майже твердим (його можна різати ножем), відрізняється насичено-червоним кольором.
Серед інших назв мармеладу з гуави (гойябади) слід зазначити «guava paste» і «guava cheese» в англомовних країнах, «pasta de guayaba», «bocadillo» і «guayabate» в іспаномовних. Назва гойябада походить з португальської мови й використовується у Бразилії. Бразильці також завезли цей мармелад до Гоа, свою колишню колонію в Індії, де він зветься «перед» (perad).

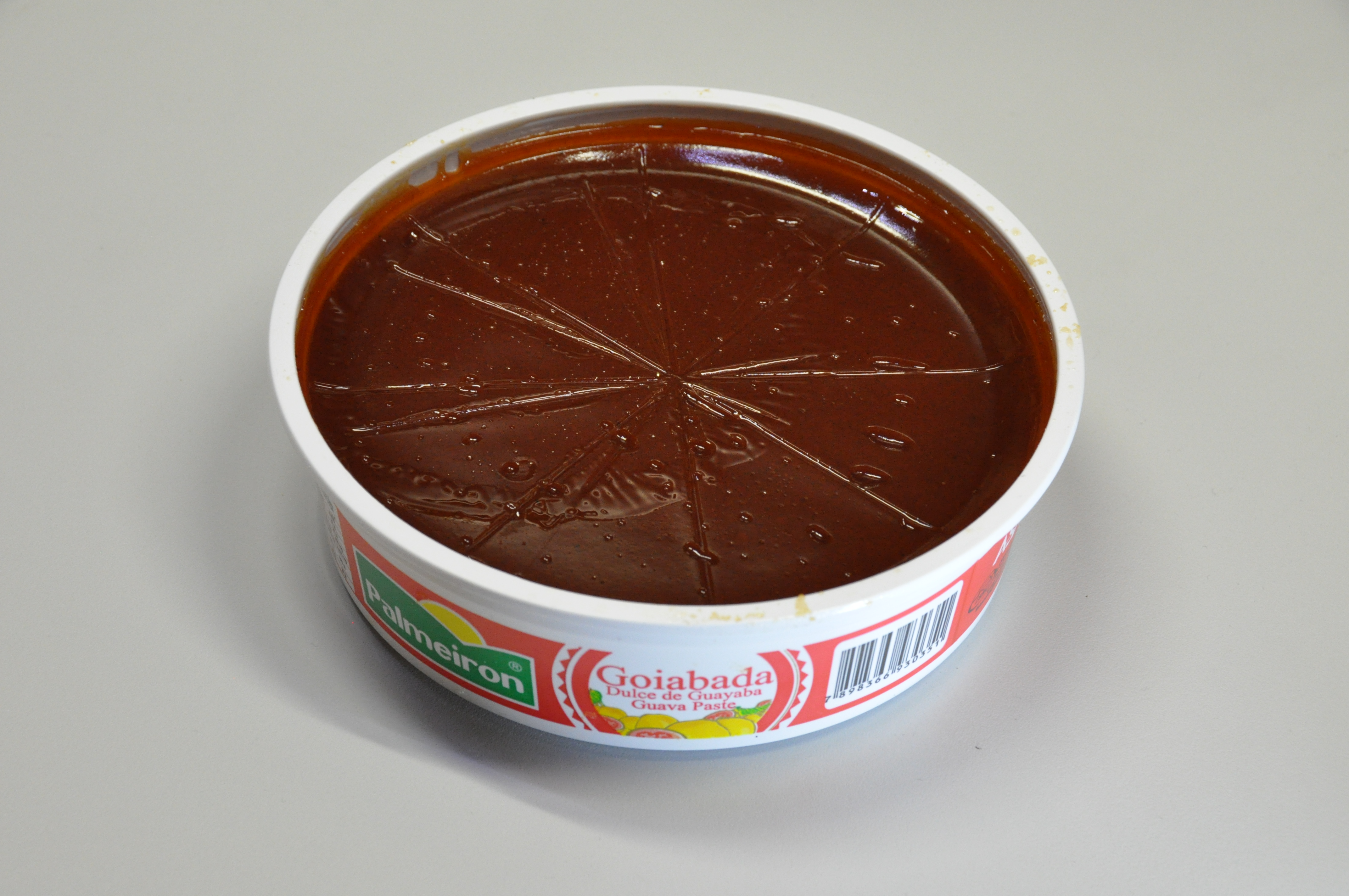
Відкрита пластмасова тара з гойябадою

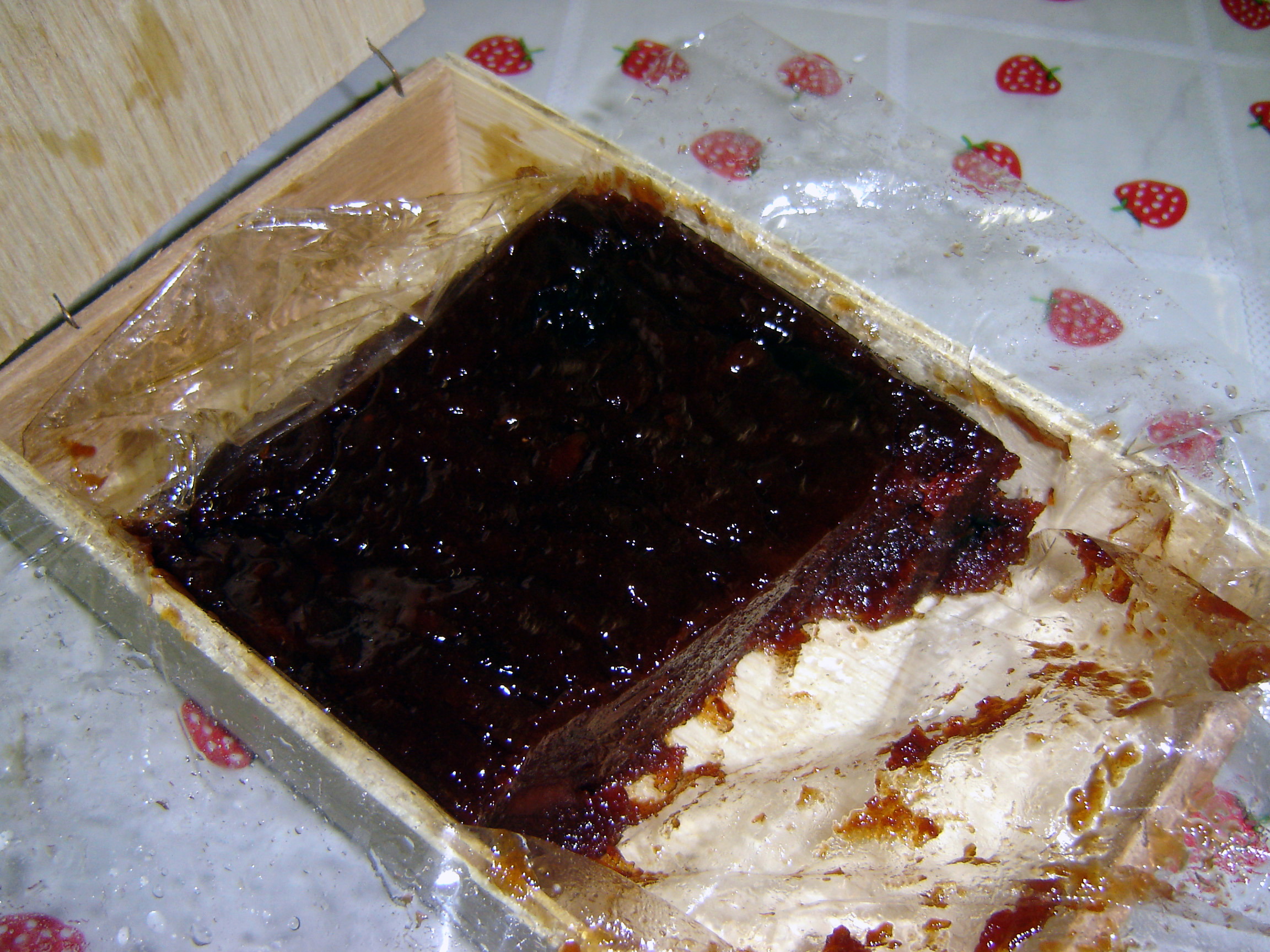
Пластовий мармелад

## Опис
Мармелад із гуави доступний у продажу по всій Латинській Америці. Продаватися він може як у невеликих пластиковій тарі, так і великих плоских металевих консервних банках для тривалого зберігання. Проте, в сільських районах Бразилії гойябада все ще виробляється вдома для сімейного використання.

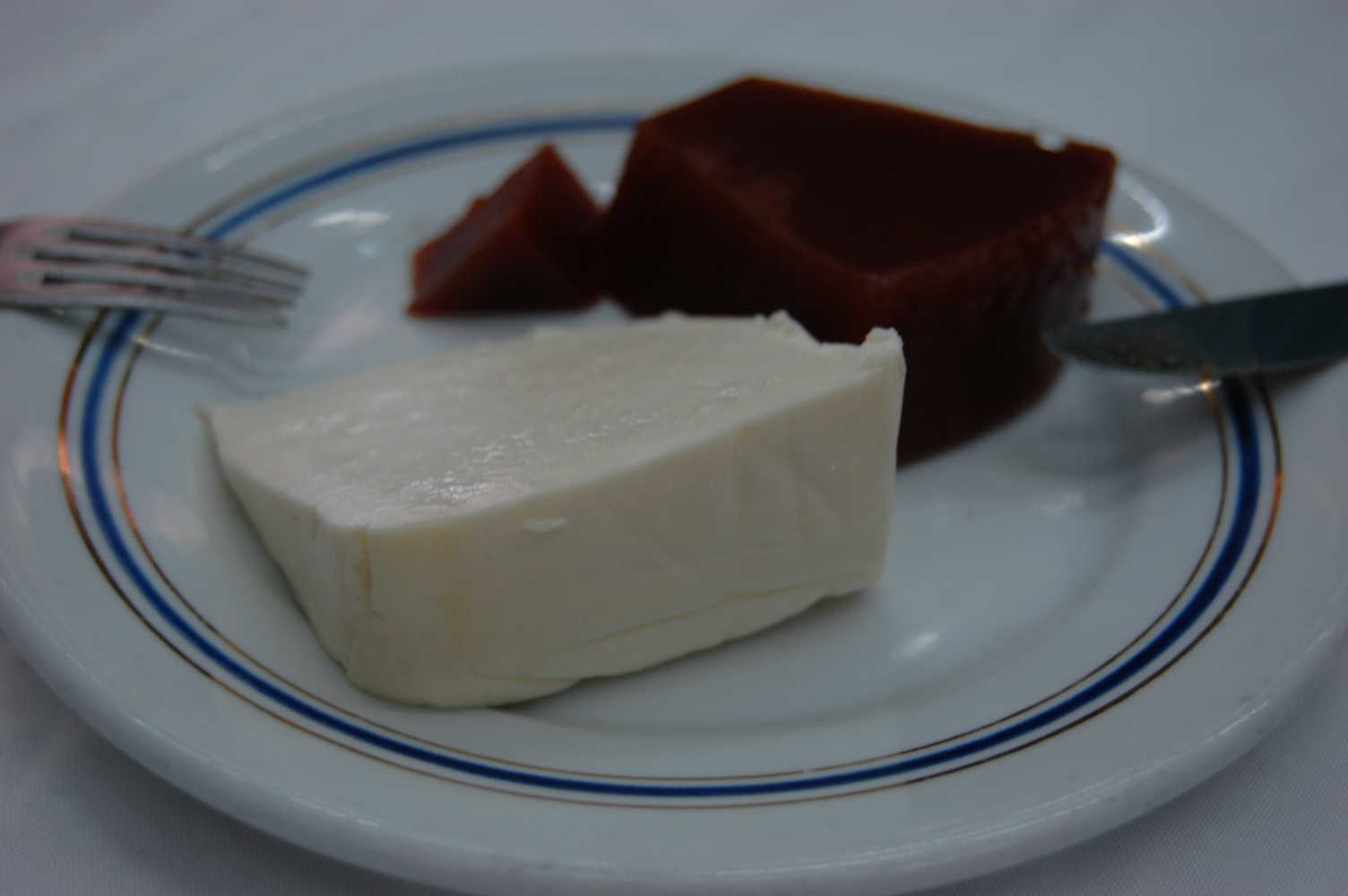
«Ромео та Джульєтта»

У Бразилії гойябаду часто їдять із сиром Мінас. Це поєднання називається «Ромео і Джульєтта». Його також часто змазують на тости під час сніданку. Національним десертом Бразилії вважається болу-ді-ролу, де шар тесту спершу покривають шаром гойябади, а потім згортають, як рулет.
Гойябада може мати багато різних варіантів текстури, починаючи від дуже м'якої, призначеної для поїдання ложкою або намазування на хліб, до дуже твердих брикетів, які можна нарізати ножем тільки з деякими труднощами. Консервовані сорти зазвичай знаходяться на півдорозі між цими крайнощами, їх просто нарізати м'якими скибочками. Текстура та смакові якості гойябади залежать від сорту гуави, пропорції цукру, кількості води та самого процесу приготування.
Аналогічна латиноамериканська страва, але зроблена з солодкої картоплі (батата) зветься дульсе де батата.